# Иван Петров (невролог)
Вижте пояснителната страница за други личности с името Иван Петров.
Иван Атанасов Петров е български лекар-невролог, професор, дългогодишен ръководител на клиниката по неврология в Болницата на МВР в София и член на ръководството на Българското дружество по неврология.
Завършва медицина във Висшия медицински институт в София през 1974 г. Започва работа като редовен аспирант в лабораторията по невроморфология и невропатология при Централната лаборатория за изучаване на мозъка (ЦЛИМ) при БАН. През 1978 г. защитава дисертационен труд и му е присъдена образователната и научната степен „доктор“. От 1978 до 1980 г. е научен сътрудник в лабораторията по невроморфология при Института по физиология при БАН. От 1980 г. до 1989 г. работи последователно като асистент, старши асистент и главен асистент в Клиниката по нервни болести при УБ „Царица Йоанна“ (бившия ИСУЛ). От 1985 г. придобива клинична специалност по „нервни болести“. През 1989 г. е избран за доцент по неврология и е Началник на неврологична клиника при Медицинския институт на МВР. От 2005 г. е „доктор на медицинските науки“ и от 2006 г. е професор.
Има специализации по невропатология и електронна микроскопия в Словашката академия на науките (1977), Института по невропатология, Берлин, Германия (1989) и Клиниката по неврология в Университета Емори, Джорджия, САЩ (1993). Има над 200 научни труда в областта на невроморфологията, невропатологията (биопсични изследвания на мускул и периферен нерв) и клиничната неврология публикувани в България и в чужбина. Работи по проблемите на диагнозата и лечението на  множествената склероза, паркинсоновата болест, мозъчносъдовите заболявания, радикулити, полиневрити и полиневропатии, заболявания на мускулите. Член е на Нюйоркската академия на науките (NYAS), Интернационалното дружество по невропатология (ISN), Българското дружество по неврология. Участва в редколегии на няколко научни списания.
През 2011 и през 2015 г. е избран за един от най-добрите лекари по нервни болести в България от първото по рода си проучване, направено със съдействието на „Галъп Интернешънъл", което обхваща основните специалности в медицинската професия.
Носител е на най-високото професионално отличие на Министерството на вътрешните работи на Република България - „Почетен знак“.
Женен е за проф. д-р Стефка Петрова, български лекар-диетолог. 